# Enrico Manca

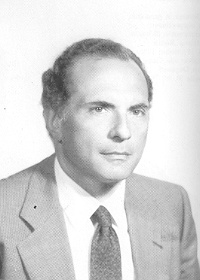
Enrico Manca

Enrico Manca (* 27. November 1931 in Rom; † 5. Juli 2011 ebenda) war ein italienischer Journalist, Politiker, zeitweilig Außenhandelsminister und ehemaliger Präsident von Radiotelevisione Italiana (RAI).

## Leben
Nach dem Schulbesuch studierte Manca Rechtswissenschaften und schloss dieses Studium 1959 mit Auszeichnung ab. Anschließend begann er seine berufliche Laufbahn als Journalist und war zunächst Redakteur eines Radiojournals bei RAI, wurde danach stellvertretender Chefredakteur für Fernsehjournale und schließlich Direktor für kulturelle Fernsehdienste bei RAI.
Anfang der 1970er-Jahre begann er seine politische Laufbahn in der Partito Socialista Italiano (PSI) und wurde als deren Kandidat 1972 zum Mitglied in die Abgeordnetenkammer (Camera dei deputati) und gehörte dieser bis 1994 an. Während dieser Zeit wurde er im April 1980 von Ministerpräsident Francesco Cossiga zum Minister für Außenhandel in dessen zweites Kabinett berufen und behielt dieses Amt auch in der nachfolgenden Regierung von Ministerpräsident Arnaldo Forlani bis Juni 1981.
Am 23. Oktober 1986 wurde Manca als Nachfolger von Sergio Zavoli Präsident der RAI und übte diese Funktion bis zu seiner Ablösung durch Walter Pedullà am 19. Februar 1992 aus. Während seiner Amtszeit kam es 1987 zu einem Streit mit dem bekannten Entertainer und Moderator Pippo Baudo, der daraufhin die RAI verließ und zum Sender Canale 5 wechselte.
1992 trat mit dem Beginn des Zerfalls aus der PSI aus und gründete zusammen mit Fabrizio Cicchitto die Partito socialista riformista (PSR). Zuletzt war er Präsident des Instituts zur Erforschung von Innovationen in Medien und Multimedia (Istituto per lo studio dell'Innovazione nei Media e per la Multimedialità) sowie der Bordoni-Stiftung.